# Saison 2011 de l'équipe cycliste Androni Giocattoli-CIPI
La saison 2011 de l'équipe cycliste Androni Giocattoli-CIPI est la seizième de l'équipe. L'équipe entame la saison avec le nom d'Androni Giocattoli avant de s’appeler Androni Giocattoli-CIPI à partir du 30 avril.

## Préparation de la saison 2011

### Arrivées et départs
| Arrivées             | Équipe 2010                         |
| -------------------- | ----------------------------------- |
| Luca Barla           | Nippo                               |
| Omar Bertazzo        | Trevigiani Dynamon Bottoli          |
| Riccardo Chiarini    | De Rosa-Stac Plastic                |
| Crescenzo D'Amore    |                                     |
| Alessandro De Marchi | Friuli                              |
| Giairo Ermeti        | De Rosa-Stac Plastic                |
| Roberto Ferrari      | De Rosa-Stac Plastic                |
| Jonathan Monsalve    | Mastromarco Chianti Sensi Benedetti |
| José Rujano          | Gobernación del Zulia               |
| Antonio Santoro      | Mastromarco Chianti Sensi Benedetti |
| Emanuele Sella       | CarmioOro-NGC                       |
| Ángel Vicioso        | Andalucía-Cajasur                   |

| Départs              | Équipe 2011               |
| -------------------- | ------------------------- |
| Leonardo Bertagnolli | Lampre-ISD                |
| Rubens Bertogliati   | Type 1-Sanofi Aventis     |
| Thomas Bertolini     |                           |
| Alberto Loddo        |                           |
| Damiano Margutti     | De Rosa-Ceramica Flaminia |
| Luis Ángel Maté      | Cofidis                   |
| Fabrice Piemontesi   | Gragnano Sporting Club    |
| Michele Scarponi     | Lampre-ISD                |
| Fabio Taborre        | Acqua & Sapone            |
| Cameron Wurf         | Liquigas-Cannondale       |

## Coureurs et encadrement technique

### Effectif
| Cycliste             | Date de naissance | Nationalité | Équipe 2010                                     |
| -------------------- | ----------------- | ----------- | ----------------------------------------------- |
| Luca Barla           | 29 septembre 1987 | Italie      | Nippo                                           |
| Omar Bertazzo        | 7 janvier 1989    | Italie      | Trevigiani Dynamon Bottoli                      |
| Alessandro Bertolini | 27 juillet 1971   | Italie      | Androni Giocattoli-Serramenti PVC Diquigiovanni |
| Riccardo Chiarini    | 20 février 1984   | Italie      | De Rosa-Stac Plastic                            |
| Crescenzo D'Amore    | 2 avril 1979      | Italie      |                                                 |
| Alessandro De Marchi | 19 mai 1986       | Italie      | Friuli                                          |
| Giairo Ermeti        | 7 avril 1981      | Italie      | De Rosa-Stac Plastic                            |
| Roberto Ferrari      | 9 mars 1983       | Italie      | De Rosa-Stac Plastic                            |
| Francesco Ginanni    | 6 octobre 1985    | Italie      | Androni Giocattoli-Serramenti PVC Diquigiovanni |
| Jonathan Monsalve    | 28 juin 1989      | Venezuela   | Mastromarco Chianti Sensi Benedetti             |
| Carlos José Ochoa    | 14 décembre 1980  | Venezuela   | Androni Giocattoli-Serramenti PVC Diquigiovanni |
| Jackson Rodríguez    | 25 février 1985   | Venezuela   | Androni Giocattoli-Serramenti PVC Diquigiovanni |
| José Rujano          | 18 février 1982   | Venezuela   | Gobernación del Zulia                           |
| Antonio Santoro      | 13 septembre 1989 | Italie      | Mastromarco Chianti Sensi Benedetti             |
| Emanuele Sella       | 9 janvier 1981    | Italie      | CarmioOro-NGC                                   |
| José Serpa           | 17 avril 1979     | Colombie    | Androni Giocattoli-Serramenti PVC Diquigiovanni |
| Luca Solari          | 2 octobre 1979    | Italie      | Androni Giocattoli-Serramenti PVC Diquigiovanni |
| Ángel Vicioso        | 13 avril 1977     | Espagne     | Andalucía-Cajasur                               |
| Stagiaire            | Date de naissance | Nationalité | Équipe 2011                                     |
| Matteo Di Serafino   | 27 août 1986      | Italie      |                                                 |
| Ramón Domene         | 2 janvier 1990    | Espagne     | Seguros Bilbao                                  |
| Filippo Fortin       | 1er février 1989  | Italie      | Trevigiani Dynamon Bottoli                      |

## Bilan de la saison

### Victoires
| Date       | Course                                                           | Pays      | Classe | Vainqueur          |
| ---------- | ---------------------------------------------------------------- | --------- | ------ | ------------------ |
| 17/01/2011 | 1re étape du Tour de San Luis                                    | Argentine | 2.1    | Roberto Ferrari    |
| 18/01/2011 | 2e étape du Tour de San Luis                                     | Argentine | 2.1    | José Serpa         |
| 19/01/2011 | 3e étape du Tour de San Luis                                     | Argentine | 2.1    | Roberto Ferrari    |
| 27/01/2011 | 5e étape du Tour de Langkawi                                     | Malaisie  | 2.HC   | Jonathan Monsalve  |
| 01/02/2011 | Classement général du Tour de Langkawi                           | Malaisie  | 2.HC   | Jonathan Monsalve  |
| 02/03/2011 | Tour du Frioul                                                   | Italie    | 1.1    | José Serpa         |
| 22/03/2011 | 1reb étape de la Semaine internationale Coppi et Bartali         | Italie    | 2.1    | Androni Giocattoli |
| 24/03/2011 | 3e étape de la Semaine internationale Coppi et Bartali           | Italie    | 2.1    | Emanuele Sella     |
| 26/03/2011 | Classement général de la Semaine internationale Coppi et Bartali | Italie    | 2.1    | Emanuele Sella     |
| 30/04/2011 | Grand Prix de l'industrie et de l'artisanat de Larciano          | Italie    | 1.1    | Ángel Vicioso      |
| 09/05/2011 | 3e étape du Tour d'Italie                                        | Italie    | WT     | Ángel Vicioso      |
| 20/05/2011 | 13e étape du Tour d'Italie                                       | Italie    | WT     | José Rujano        |

### Résultats sur les courses majeures
Les tableaux suivants représentent les résultats de l'équipe dans les principales courses du calendrier international dans lesquelles l'équipe bénéficie d'une invitation (deux des cinq classiques majeures et le Tour d'Italie). Pour chaque épreuve est indiqué le meilleur coureur de l'équipe, son classement ainsi que les accessits glanés par Androni Giocattoli-CIPI sur les courses de trois semaines.

#### Classiques
| Classique            | Milan-San Remo             | Tour des Flandres | Paris-Roubaix | Liège-Bastogne-Liège | Tour de Lombardie       |
| -------------------- | -------------------------- | ----------------- | ------------- | -------------------- | ----------------------- |
| Coureur (classement) | Alessandro Bertolini (19e) | Non invitée       | Non invitée   | Non invitée          | Riccardo Chiarini (10e) |

#### Grands tours
| Grand tour           | Tour d'Italie                                                                           | Tour de France | Tour d'Espagne |
| -------------------- | --------------------------------------------------------------------------------------- | -------------- | -------------- |
| Coureur (classement) | José Rujano (6e)                                                                        | Non invitée    | Non invitée    |
| Accessits            | 2 victoires d'étapes (Ángel Vicioso et José Rujano) et classement Azzurri (José Rujano) |                |                |

### Classements UCI

#### UCI America Tour
L'équipe Androni Giocattoli-CIPI termine à la huitième place de l'America Tour avec 150 points. Ce total est obtenu par l'addition des points des huit meilleurs coureurs de l'équipe au classement individuel, cependant seuls trois coureurs sont classés,.
| Rang | Coureur           | Points |
| ---- | ----------------- | ------ |
| 14   | José Serpa        | 88     |
| 49   | Roberto Ferrari   | 44     |
| 135  | Carlos José Ochoa | 18     |

#### UCI Asia Tour
L'équipe Androni Giocattoli-CIPI termine à la douzième place de l'Asia Tour avec 197 points. Ce total est obtenu par l'addition des points des huit meilleurs coureurs de l'équipe au classement individuel, cependant seuls trois coureurs sont classés,.
| Rang | Coureur           | Points |
| ---- | ----------------- | ------ |
| 11   | Jonathan Monsalve | 145    |
| 64   | Emanuele Sella    | 45     |
| 256  | Luca Barla        | 7      |

#### UCI Europe Tour
L'équipe Androni Giocattoli-CIPI termine à la neuvième place de l'Europe Tour avec 1 150 points. Ce total est obtenu par l'addition des points des huit meilleurs coureurs de l'équipe au classement individuel,.
| Rang  | Coureur              | Points |
| ----- | -------------------- | ------ |
| 12    | Emanuele Sella       | 356,2  |
| 19    | José Serpa           | 301,2  |
| 73    | Ángel Vicioso        | 156,2  |
| 133   | Roberto Ferrari      | 107,2  |
| 213   | Francesco Ginanni    | 76     |
| 269   | Jackson Rodríguez    | 58,2   |
| 332   | Riccardo Chiarini    | 48     |
| 337   | Antonio Santoro      | 47     |
| 362   | José Rujano          | 44,2   |
| 513   | Alessandro Bertolini | 29     |
| 611   | Alessandro De Marchi | 21     |
| 729   | Carlos José Ochoa    | 14,2   |
| 1 049 | Luca Solari          | 6      |
| 1 197 | Omar Bertazzo        | 3      |
| 1 271 | Luca Barla           | 1      |